# Jacek Górski (archeolog)
Jacek Górski (ur. 11 marca 1962 w Kazimierzy Wielkiej) – polski archeolog i muzealnik. Doktor habilitowany nauk humanistycznych, od 2004 wykładowca Uniwersytetu Papieskiego Jana Pawła II w Krakowie, od 2011 dyrektor Muzeum Archeologicznego w Krakowie. 

## Życiorys
W 1987 ukończył studia w Instytucie Archeologii na Wydziale Historycznym Uniwersytetu Jagiellońskiego w Krakowie. Rok później rozpoczął pracę staż w Muzeum Archeologicznym w Krakowie, z biegiem lat przechodząc przez kolejne stopnie awansu do kustosza. W latach 2005–2011 pełnił funkcję kierownika Oddziału w Nowej Hucie – Branicach. Od 2003 posiada tytuł naukowy doktora, zaś od 2017 doktora habilitowanego. W 2011 w drodze konkursu objął stanowisko dyrektora Muzeum Archeologicznego w Krakowie.
Jest autorem około 160 artykułów i pięciu książek. Wiceprzewodniczący Rady Ochrony Dziedzictwa Archeologicznego przy Ministrze Kultury i Dziedzictwa Narodowego, Sekretarz Generalny Stowarzyszenia Muzealników Polskich i Prezes Małopolskiego Oddziału Stowarzyszenia, Wiceprzewodniczący Stałej Konferencji Dyrektorów Muzeów Krakowskich.

## Odznaczenia
- Brązowy Medal „Zasłużony Kulturze Gloria Artis” (2022)[4]